# China Zhongwang
China Zhongwang Holdings Limited (chinesisch: 中国忠旺控股有限公司) ist der weltweit zweitgrößte Produzent und Entwickler von Aluminium-Extrusionsprodukten, und der größte in Asien. Der Schwerpunkt des Konzerns und seiner Tochtergesellschaften liegt in erster Linie auf der Entwicklung von Leichtbauteilen im Transport-, Maschinen- und Anlagenbau sowie in der Energietechnik. Der Hauptsitz des Konzerns befindet sich in der Provinz Liaoning, Volksrepublik China.

## Hauptgeschäftsfelder
China Zhongwang ist hauptsächlich in der Produktion von hochpräzisen, großformatigen und hochwertigen industriellen Aluminium-Extrusionsprodukten tätig, die vorwiegend im Transportbereich (u. a. für Eisenbahn Passagier- und Frachtwagons, Leichtzüge, U-Bahnen, Autos, Lastkraftwagen, Schiffe, Luft- und Raumfahrt), im Maschinen- und Anlagenbau sowie in der elektrischen Energietechnik genutzt werden. Der Konzern hat drei synergetische Hauptwirtschaftszweige, nämlich Aluminium-Extrusion, Tiefenverarbeitung und Flach-Längswalzen. Diese Unternehmensfelder arbeiten zusammen auf der Basis von vor- und nachgelagerter Ressourcenteilung.

## Geschichte und Konzerngröße
China Zhongwang wurde im Jahr 1993 durch Liu Zhongtian gegründet und besitzt oder betreibt mehr als 90 Aluminium-Extrusionsproduktionslinien, einschließlich 21 Produktionslinien mit Extrusionspressen von 75MN oder schwerer. 2012 wurden von China Zhongwang zusätzlich zwei ultra-schwere 225MN Extrusionspressen bestellt, von denen eine im Verlauf des Jahres 2017 einsatzbereit sein wird, während die zweite derzeit in einer Extrusionsanlage installiert wird (Stand August 2016).
Im Dezember 2010 wurde dem Unternehmen vom China National Accreditation Service for Conformity Assessment (CNAS) das Zertifikat als „State Accredited Enterprise Technology Centre“, „State CNAS Laboratory“, Liaoning Engineering and Technology Research Centre, und Liaoning Post-Doctoral Research Centre verliehen.
2011 expandierte China Zhongwang in das Geschäftsfeld der Tiefenverarbeitung und hat seitdem eine Reihe von tiefverarbeiteten Produkten, z. B. industrielle Aluminiumpaletten, Aluminium-Hochgeschwindigkeitszugwagen für gebirgige Regionen, Aluminiumchassis für Omnibusse, sowie Aluminiumkörper und Teile für Personenkraftwagen, entwickelt.
Ebenfalls seit 2011 arbeitet China Zhongwang an der Verwirklichung einer neuen Produktpalette bestehend aus flachgerolltem Aluminium mit hoher Wertschöpfung. Die industrielle Produktionsanlage dafür in Tianjin befindet sich derzeit in der letzten Testphase. Weitere Investitionen für die zweite Projektphase werden bis 2018 abgeschlossen sein. Letztendlich soll das Flachwalzenprojekt eine Jahresproduktionskapazität von drei Millionen Tonnen haben, wodurch es zur größten Aluminiumflachwalzproduktionsanlage der Welt werden würde.

## Jüngste Entwicklungen
Im Oktober 2011 kündigte China Zhongwang mehrere große Transaktionen im Zusammenhang mit der Entwicklung seines synergetischen Aluminium-Flachwalzengeschäfts an. Das Unternehmen begann mit der planmäßigen Entwicklung des Projekts und traf zusammen mit drei unabhängigen Drittanbietern insgesamt sechs Gerätekaufvereinbarungen, die durch zwei hundertprozentige Tochterunternehmen abgewickelt werden sollen. Den Vereinbarungen zufolge wird China Zhongwang rund USD 3,8 Mrd. (ca. HKD 29,5 Mrd.) investieren, die zwischen 2011 und 2014 in vier Raten in das Projekt fließen sollen. Der Vertrag sieht außerdem den Kauf von Warm- und Kaltumformwalzwerken zur Herstellung von mittel- bis hochdicken Platten- und Plattenprodukten vor, sowie den von Schmelzöfen, Gießstraßen, Abschrecköfen und Wärmebehandlungsöfen. Unter anderem soll auch die Nebenproduktion von mittel- bis hochdicken Platten- und Plattenprodukten sowie von Aluminiumfolienwalzwerken eingeleitet werden. Der Vertrag ist die erste Phase in der Entwicklung der Aluminium-Flachwalzproduktionsbasis, die eine geschätzte jährliche Produktionskapazität von 1,8 Millionen haben wird.
Im März 2016 veröffentlichte China Zhongwang Holdings Limited die Details einer vorgeschlagenen Ausgliederung seines Aluminium-Extrusionsgeschäfts. Das Unternehmen hatte mit der CRED Holding Co. Limited einen Kaufvertrag über den Erwerb der gesamten Beteiligung an der Liaoning Zhongwang Group Co. Ltd. abgeschlossen. Durch das Abkommen wird Liaoning Zhongwang, eine Tochtergesellschaft China Zhongwangs, für RMB 28,2 Mrd. (USD4,3 Mrd.) an die CRED Holding Co. verkauft. Im Gegenzug soll Zhongwang die Mehrheitsanteile an CRED Holding erhalten und für Notierung an der Shanghai Stock Exchange in Betracht gezogen werden. Des Weiteren tritt Liu Zhongtian als Präsident von China Zhongwang zurück und wird durch Lu Changqing ersetzt.
Im Februar 2017 lösten China Zhongwangs Pläne für den Bau einer neuen Aluminiumfabrik in Daqing, Provinz Heilongjiang, Massenproteste in der Bevölkerung aus. Demnach wurde befürchtet, dass die Fabrik zu erheblicher Umweltverschmutzung in der Region beitragen würde, obwohl Zhongwang darauf beharrte, dass alle Umweltauflagen der Regierung erfüllt worden seien. Die Behörden der Stadt Daqing ließen als Reaktion auf die Proteste verlauten, das Bauprojekt einer weiteren Überprüfung zu unterziehen.

## Gründung und Geschäftsführung
Liu Zhongtian ist Vorstandsvorsitzender von China Zhongwang Holdings. Vor der Gründung von China Zhongwang im Jahr 1993, arbeitete Liu Zhongtian für Futian Chemical and Liaoning Chengcheng Plastics und diente als Vorsitzender einer Fabrik in Liaoyang. Seit 29. Januar 2008 ist er der Executive Director von China Zhongwang Holdings Limited und übernahm auch dessen Vorsitz ab 1. August desselben Jahres. 2002 erhielt Liu ein Diplom in Verwaltungsmanagement von der Liaoning Radio and TV University in China. Lius Vermögen sowie das seiner Familie wurde 2016 von Forbes auf $3,2 Mrd. geschätzt.
Am 22. März 2016 trat Liu Zhongtian als Präsident zurück, blieb dem Konzern aber in leitender Position als Vorstandsvorsitzender erhalten. Am selben Tag übernahm Lu Changqing den Posten als Präsident.
| Name               | Titel                                              |
| ------------------ | -------------------------------------------------- |
| Herr Liu Zhongtian | Gründer, Vorsitzender, geschäftsführender Direktor |
| Herr Lu Changqing  | Präsident und geschäftsführender Direktor          |
| Herr Gou Xihui     | Vizepräsident und geschäftsführender Direktor      |
| Herr Chen Yan      | Aufsichtsratsmitglied                              |
| Frau Zhong Hong    | Aufsichtsratsmitglied                              |
| Herr Wong Chun Wa  | Unabhängiges Aufsichtsratsmitglied                 |
| Herr Wen Xianjun   | Unabhängiges Aufsichtsratsmitglied                 |
| Herr Shi Ketong    | Unabhängiges Aufsichtsratsmitglied                 |
| Herr Roy Lo Wa Kei | Unabhängiges Aufsichtsratsmitglied                 |
| Mr. Kot Man Tat    | Finanzchef                                         |

## Finanzergebnisse
Für das am 31. Dezember 2015 endende Geschäftsjahr erzielte China Zhongwang einen Umsatz von rund 16,2 Mrd. RMB, womit es im Vergleich zum Vorjahreszeitraum erzielten Umsatz von rund 16,0 Mrd. RMB ein leichtes Plus einfahren konnte. Der Bruttogewinn lag bei rund 5,3 Mrd. RMB, im Jahr 2014 waren ungefähr 4,5 Milliarden. Der Anteil der Aktionäre am Eigenkapital beläuft sich auf rund 2,8 Mrd. RMB (zum 31. Dezember 2014: rund 2,5 Mrd.) und die Bilanzsumme beläuft sich im Vergleich zum Vorjahr auf rund 1,7 Mrd. RMB (ca. 53,8 Mrd.).
Im selben Geschäftsjahr lag das Umsatzvolumen des Aluminium-Extrusionsgeschäfts bei rund 750.049 Tonnen (31. Dezember 2014: rund 746.534 Tonnen). Die Umsatzerlöse des Aluminium-Extrusionsgeschäfts beliefen sich auf 15,4 Mrd. RMB (31. Dezember 2014: ca. 15,2 Mrd. RMB).
Das Verkaufsvolumen in der Tiefenverarbeitungssparte stieg um 15,5 % von 63.359 Tonnen (2014) auf 73.177 Tonnen 2015. Gleichzeitig konnte der Jahresumsatz um 13,0 % von ungefähr RMB 1,7 Milliarden im Jahr 2014 auf RMB 2,0 Milliarden gesteigert werden.
ERGEBNISSE (aktuell bis Ende 2015)
| Geschäftsjahr zum 31. Dezember (in RMB '000) | 2015       | 2014       | 2013       | 2012       | 2011       |
| -------------------------------------------- | ---------- | ---------- | ---------- | ---------- | ---------- |
| Umsatz                                       | 16,171,246 | 15,971,218 | 14,306,751 | 13,497,170 | 10,305,694 |
| Jahresüberschuss der Gesellschaftseigentümer | 2,804,981  | 2,477,020  | 2,126,625  | 1,806,783  | 1,105,027  |

VERMÖGENSWERTE UND VERBINDLICHKEITEN
| Stand zum 31. Dezember (in RMB '000)           | 2015       | 2014       | 2013       | 2012       | 2011       |
| ---------------------------------------------- | ---------- | ---------- | ---------- | ---------- | ---------- |
| Gesamtvermögen                                 | 71,400,726 | 53,769,415 | 40,353,143 | 33,649,698 | 27,774,599 |
| Gesamtverbindlichkeiten                        | 45,409,728 | 29,440,823 | 20,714,251 | 16,141,715 | 12,097,070 |
| Gesamteigenkapital der Gesellschaftseigentümer | 25,990,998 | 24,328,592 | 19,638,892 | 17,507,983 | 15,677,529 |

## Börsengang
China Zhongwang ging im Mai 2009 an der Hong Kong Stock Exchange mit 1,4 Mrd. Aktien (25,9 % seines Aktienkapitals) mit einem Wert von HK$ 7,0 pro Aktie an die Börse (Wertpapiernummer: HKEX 01333).
Der Börsengang war der größte des Jahres und beschaffte dem Unternehmen Kapital im Wert von $1,26 Mrd. Der Börsengang erfolgte durch Citic Securities, J.P. Morgan und UBS.

## Auslandsaktivitäten
China Zhongwang exportiert seine extrudierten Produkte in über ein Dutzend Länder, darunter unter anderem die USA, Belgien, die Niederlande, Deutschland, und das Vereinigte Königreich. Im ersten Halbjahr 2016 machten Überseeverkäufe 15,8 % des Gesamtumsatzes von China Zhongwang aus. Die folgende Tabelle detailliert den Umsatz nach Kundenstandort:
| Land                   | Umsatz (RMB '000) | % des Gesamtumsatzes |
| ---------------------- | ----------------- | -------------------- |
| USA                    | 949,112           | 12.37                |
| Belgien                | 41,008            | 0.53                 |
| Niederlande            | 40,889            | 0.53                 |
| Deutschland            | 36,252            | 0.47                 |
| Vereinigtes Königreich | 31,156            | 0.41                 |
| Andere                 | 112,201           | 1.46                 |

Im Jahr 2014 gründete der Konzern neue Tochterunternehmen in Japan und Deutschland, um diese Märkte erschließen zu können.
Im Sommer 2014 äußerten amerikanische Aluminiumkonzerne Besorgnis bezüglich eines 850,000-Tonnen-Extrusionslagers in San José Iturbide, Mexiko, wo sich eine von Zhongwangs Aluminicaste-Anlagen zum Schmelzen von Aluminium befindet. Daraufhin wurde ein Antidumping-Verfahren eingeleitet und die Einführung von Gegenzöllen geprüft.
Anonymen Quellen zufolge ist China Zhongwang Holdings Ltd an einer illegal Praxis zur Umgehung von US-Handelstarifen namens „Transshipping“ beteiligt. Demnach werden Extrusionsprodukte aus China in Länder wie z. B. Mexiko exportiert, wo sie dann erneut eingeschmolzen und als Rohaluminium in die USA weiterverkauft werden. Die China Nonferrous Metals Industry Association (CNMIA) bestritt diese Vorwürfe vehement und bezeichnete sie als “ernsthaft von der Realität entfernt.”
Der Import von Extrusionen aus China sowie das Umschmelzen in Rohaluminium ist weder illegal, noch sind Instanzen bekannt, in denen dies gegen ein Gesetz verstoßen hätte. Dennoch waren US-Konzerne besorgt darüber, dass der Verkauf der so ins Land gelangten Produkte einen Preisverfall der Inlandspreise zur Folge haben könnte. Der Wert des in San José Iturbide gelagerten Aluminiums belief sich laut anonymen Quellen auf einen Wert von $2 Mrd., was ungefähr 6 % der weltweiten Aluminiumlagerbestände entsprechen würde. China Zhongwang stritt alle Vorwürfe des Fehlverhaltens ab und bekräftigte stattdessen, dass es keine Produktionsbasis außerhalb Chinas habe, und dass nur 15 % des Gesamtumsatzes auf Exporte entfielen. Außerdem seien solche „umgekehrten“ Herstellungspraktiken für keinen Hersteller kommerziell praktikabel, wodurch der Vorwurf nur ein mangelndes Verständnis des chinesischen Besteuerungssystems widerspiegele.
Im Jahre 2016 berichteten das Wall Street Journal und andere Publikationen, dass Rechts- und Geschäftsdokumente, Handelsunterlagen, und Informationen aus persönlichen Gesprächen, Zhongwangs Darstellung widerlegten. Demnach seien Hunderttausende Tonnen Aluminium durch ein Netzwerk von Unternehmen mit engen Verbindungen zu Liu ausgeliefert worden. Eines dieser Unternehmen befindet sich im Besitz des Sohnes von Herrn Liu, während ein anderes im Besitz einer Person ist, die sich „als langfristiger Geschäftspartner des chinesischen Milliardärs“ beschreibt. Unterlagen belegen weiterhin, dass China Zhongwang Aluminium-Extrusionen durch chinesische Handelsunternehmen an GT88 Capital, ein Unternehmen in Singapur verkauft hat. GT88 Capital gehört Po-Chi „Eric“ Shen, einem Freund des Sohnes von Herrn Liu, der darüber hinaus auch Eigentümer von Aluminicaste in Mexiko ist. Für die Dauer eines Monats im Jahre 2013 wurde die Eigentümerschaft auf Lius Sohn übertragen; er wird aber nicht mehr als Inhaber geführt. Nach Angaben des WSJ verwendet Aluminicaste eine Vielzahl von Handelsgesellschaften, um Hunderttausende Tonnen Aluminium aus China nach Mexiko zu bringen, die dann für den Versandt in die USA eingeschmolzen würden. Angeblich geschehe dies, um Vorteile im Nordamerikanischen Freihandelsabkommen Auszunutzen, um dann auf diese Weise diversen Handelsbeschränkungen auszuweichen. Liu und China Zhongwang leugnen jede Verwicklung mit Aluminicaste. Liu Zhongtian indes bestritt, Eric Shen gut zu kennen oder finanziell mit ihm verwickelt zu sein.
Im Sommer 2014 beantragte Aluminicaste eine Genehmigung für eine $1,5-Milliarden-Aluminium-Produktionsanlage im kalifornischen Barstow. Der Oberstadtdirektor des Ortes, Charles C. Mitchell, ließ indes jedoch verlauten, dass das Vorhaben aufgrund der hohen Elektrizitäts- und Materialkosten vermutlich nicht über die Planungsphase hinausgehen werde. Im März 2016 dann informierte Mojave Aluminium-Präsident Eric Shen offiziell die Stadt, dass sein Unternehmen nicht mit dem Bau einer verkleinerten, 120-Millionen-Dollar-Version des ursprünglichen Projekts fortfahren werde. Bis Juni des Jahres wurden Tausende von Tonnen Aluminium aus der Aluminicaste -Anlage verlegt und nach Vietnam geschickt, wie das mexikanische Wirtschaftssekretariat bestätigte.
Ebenfalls 2016 leitete das U.S. Commerce Department eine Untersuchung bezüglich der vom U.S. Aluminium Extruders Council vorgebrachten Dumping- und Transshippingvorwürfe ein.
Im selben Jahr bestätigte Zhongwang USA LLC, eine Zweiggesellschaft von China Zhongwang, das amerikanische Aluminiumunternehmen Aleris Corp für $2,3 Mrd. Erworben zu haben. Dies ist der bisher größte chinesische Auslandskauf im Metallsektor. Liu kommentierte das Geschäft folgendermaßen: „Diese Akquisition ist eine internationale Expansion, um ein komplementäres Standbein zu schaffen, da ich stark an das Potenzial und die Perspektiven von Aleris und der Aluminiumindustrie als Ganzes glaube.“ Aus Gründen der nationalen Sicherheit könnte das Abkommen Gegenstand von Untersuchungen durch den Ausschuss für ausländische Investitionen in den Vereinigten Staaten des Department of the Treasury (CFIUS) werden.

## Kontroversen

### Wertpapierprospekt
Ein am 14. September 2009 im chinesischen Wochenmagazin The Economic Observer veröffentlichter Bericht gab an, dass mehrere im IPO genannte Kunden – entgegen Zhongwangs offizieller Darstellung – kein Aluminium bei der Firma bestellt hätten. Jedoch entschuldigte sich das Magazin zwei Tage später und gab zu, dass der Bericht nicht den tatsächlichen Umständen entsprochen hätte. China Zhongwang betonte die Exaktheit des Prospekts, und lud Vertreter der Geschäftsleitung der vier wichtigsten Kunden zu einer gemeinsamen Pressekonferenz ein, „um für ihre Geschäftsbeziehungen mit Zhongwang, wie im Prospekt offenbart, zu bürgen.“
Die Finanzunternehmen Cazenove führte eigenständige Kontrollen von einigen der im Prospekt aufgeführten Kunden durch. Lingyun Industrial Corp., ein Zulieferer für die Automobilindustrie, bestätigte daraufhin, dass das Unternehmen zwar von Zhongwang Aluminium-Extrusionen gekauft hatte, das Kaufvolumen jedoch eher gering gewesen war. Um das in der Zwischenzeit verlorene Vertrauen der Anleger zurückzugewinnen und seine Reputation wiederherzustellen, beauftragte China Zhongwang die Wirtschaftsprüfungsgesellschaft Ernst & Young mit der Durchführung einer unabhängigen Überprüfung der Verkaufstransaktionen mit Zhongwangs zehn Hauptkunden vom 1. Januar 2008 bis zum 30. Juni 2009. Am 5. Januar 2010 gab China Zhongwang bekannt, dass Ernst & Young “keine materiellen Defizite” im Prospekt gefunden habe. Am 21. Januar fühlte sich das Unternehmen dennoch dazu verleitet, das vorherige Statement weiter zu erläutern, was Anleger weiter abschreckte. Ernst & Young gab diesbezüglich keine Stellungnahme ab. Seit dem Börsengang ist der Wert des Konzerns um fast 50 % gefallen.

### Anonymer Bericht
Im Jahr 2015 beschuldigte Dupré Analytics, ein auf Leerverkäufe spezialisiertes Unternehmen, China Zhongwang, seine Verkaufszahlen künstlich aufgebläht zu haben, indem Exporte durch Tochtergesellschaften vertrieben wurden. Laut dem Bericht hatte die Liu-Familie seit 2011 Gelder von Zhongwang abgezweigt und gab an, dass der Konzern HK$36,5 Mrd. aufgenommen hatte, um seine eigenen Produkte durch Drittunternehmen kaufen zu lassen, deren Inhaberschaften auf Liu zurückzuführen seien. Dadurch seien die Verkaufszahlen in die Höhe getrieben worden. Dupré schätzte, dass bis zu 62,5 % von Zhongwangs Umsatz seit 2011 auf betrügerische Weise erwirtschaftet worden seien.
Weiterhin unterstellte Dupré Analytics, dass mit Zhongwang assoziierte Unternehmen mehr als eine Million Tonnen halbgefertigter Produkte nach Mexiko verschickt hätten. Weitere Berichte spekulierten, dass diese Produkte nach Vietnam exportiert wurden, um von dort aus auf den amerikanischen Markt weiterverkauft zu werden. Der Bericht veranlasste Zhongwang Holdings am 31. Juli dazu, den Verkauf seiner Aktien in Hongkong auszusetzen. Zhongwang bestritt jedes Fehlverhalten: „Die Vorwürfe gegen das Unternehmen in diesem Bericht sind völlig grundlos und beruhen nicht auf Tatsachen.“

### Untersuchung durch das US Commerce Department
Im März 2016 startete das US-Handelsministerium im Rahmen einer Petition des U.S. Aluminium Extruders Council eine Untersuchung um festzustellen, ob die Ausfuhr bestimmter 5050 Extrusionen durch China Zhongwang US-Antidumpingzölle umgangen habe. Eine vorläufige Feststellung Anfang November 2016 vertrat die Ansicht, dass alle 5050 aus China importierten Extrusionen in der Tat US-Antidumpingzölle umgangen hatten. In einer öffentlichen Erklärung gab China Zhongwang an, dass es die vorläufige Feststellung US-Handelsministerium respektiere und sich stets um die Einhaltung der amerikanischen Handelsgesetze bemühe.
Das Unternehmen wird beschuldigt, die chinesische Herkunft von angeblich fast 1 Million Tonnen Aluminium durch den Export von Halbfabrikaten nach Mexiko verborgen zu haben, bevor sie zum Verkauf auf dem US-Markt umgeschmolzen wurden. Während der Konzern jedes Unrecht öffentlich bestritt und erklärte, dass es keine Produktionsanlage außerhalb Chinas habe, zweifelte die China Non-ferrous Metals Industry Association die Stichhaltigkeit der Anschuldigungen ebenfalls an.
Im Zuge der Untersuchung wird ebenfalls geprüft, ob ein Unternehmen in New Jersey namens Aluminum Shapes LLC, Zhongwang geholfen hatte, US Handelsrestriktionen zu brechen. Aluminum Shapes bestreitet jede Assoziation mit China Zhongwang, Das U.S. Aluminum Extruders Council beharrt darauf, dass die Aluminiumpaletten, die in der Anlage gelagert waren, in China hergestellt wurden und zur Umgehung von Antidumpingzöllen importiert wurden. Nach Aussagen eines ehemaligen Managers bei Aluminium Shapes wurden im Jahre 2013 Tausende Tonnen Aluminium-Paletten in China Zhongwang-Verpackung dort angeliefert. Der ehemalige Manager erklärte ebenfalls, dass Aluminum Shapes für das erneute Einschmelzen der Paletten verantwortlich war und neue Aluminiumprodukte daraus herstellte. Aluminum Shapes bestreitet auch diese Vorwürfe. Liu sagte dazu, dass er nicht versuche, Aluminium in die USA zu schicken und dass er kein geschäftliches Interesse an Aluminium Shapes habe.